# Cantone di Schiltigheim
Il Cantone di Schiltigheim è una divisione amministrativa dell'arrondissement di Sélestat-Erstein.
A seguito della riforma approvata con decreto del 18 febbraio 2014, che ha avuto attuazione dopo le elezioni dipartimentali del 2015, è passato da 1 a 2 comuni.

## Composizione
Prima della riforma del 2014 comprendeva il solo comune di Schiltigheim.
Dal 2015 i 2 comuni appartenenti al cantone sono Bischheim e Schiltigheim.